# Grammy-díj az év nem klasszikus producerének
A Grammy-díj az év producere, nem klasszikus kategóriában egy díj, amelyet azon lemezproducer kaphat meg, akik részt vettek minőségi nem klasszikus zene elkészítésében. A kategória 1975 óta létezik.

## Díjazottak

### 2020-as évek
| Év   | Díjazott      | További jelöltek                                                                    | For.  |
| ---- | ------------- | ----------------------------------------------------------------------------------- | ----- |
| 2025 | Dan Nigro     | - Alissia - D’Mile - Ian Fitchuk - Mustard                                          | [ 1 ] |
| 2024 | Jack Antonoff | - D’Mile - Hit-Boy - Metro Boomin - Dan Nigro                                       | [ 2 ] |
| 2023 | Jack Antonoff | - Dan Auerbach - Boi-1da - Dahi - D’Mile                                            | [ 3 ] |
| 2022 | Jack Antonoff | - Rogét Chahayed - Mike Elizondo - Hit-Boy (Chauncey Alexander Hollis) - Ricky Reed | [ 4 ] |
| 2021 | Andrew Watt   | - Jack Antonoff - Dan Auerbach - Dave Cobb - Flying Lotus                           | [ 5 ] |
| 2020 | FINNEAS       | - Jack Antonoff - Dan Auerbach - John Hill - Ricky Reed                             | [ 6 ] |

### 2010-es évek
| Év   | Díjazott          | További jelöltek                                            | For.   |
| ---- | ----------------- | ----------------------------------------------------------- | ------ |
| 2019 | Pharrell Williams | - Boi-1da - Larry Klein - Linda Perry - Kanye West          | [ 7 ]  |
| 2018 | Greg Kurstin      | - Calvin Harris - No I.D. - Blake Mills - The Stereotypes   | [ 8 ]  |
| 2017 | Greg Kurstin      | - Benny Blanco - Max Martin - Nineteen85 - Ricky Reed       | [ 9 ]  |
| 2016 | Jeff Bhasker      | - Dave Cobb - Diplo - Larry Klein - Blake Mills             | [ 10 ] |
| 2015 | Max Martin        | - Paul Epworth - John Hill - Jay Joyce - Greg Kurstin       | [ 11 ] |
| 2014 | Pharrell Williams | - Rob Cavallo - Dr. Luke - Ariel Rechtshaid - Jeff Tweedy   | [ 12 ] |
| 2013 | Dan Auerbach      | - Jeff Bhasker - Diplo - Markus Dravs - Salaam Remi         | [ 13 ] |
| 2012 | Paul Epworth      | - Danger Mouse - The Smeezingtons - Ryan Tedder - Butch Vig | [ 14 ] |
| 2011 | Danger Mouse      | - Rob Cavallo - Dr. Luke - RedOne - The Smeezingtons        | [ 15 ] |
| 2010 | Brendan O’Brien   | - T-Bone Burnett - Ethan Johns - Larry Klein - Greg Kurstin | [ 16 ] |

### 2000-es évek
| Év   | Díjazott          | További jelöltek                                                                    | For.   |
| ---- | ----------------- | ----------------------------------------------------------------------------------- | ------ |
| 2009 | Rick Rubin        | - Danger Mouse - Nigel Godrich - Johnny K - will.i.am                               | [ 17 ] |
| 2008 | Mark Ronson       | - Howard Benson - Joe Chiccarelli - Mike Elizondo - Timbaland                       | [ 18 ] |
| 2007 | Rick Rubin        | - Howard Benson - T-Bone Burnett - Danger Mouse - will.i.am                         | [ 19 ] |
| 2006 | Steve Lillywhite  | - Danger Mouse - Nigel Godrich - Jimmy Jam and Terry Lewis - The Neptunes           | [ 20 ] |
| 2005 | John Shanks       | - T-Bone Burnett - Rob Cavallo - Jimmy Jam and Terry Lewis - Tommy LiPuma           | [ 21 ] |
| 2004 | The Neptunes      | - Nigel Godrich - Jimmy Jam and Terry Lewis - The Matrix - Outkast                  | [ 22 ] |
| 2003 | Arif Mardin       | - Dr. Dre - Nellee Hooper - Jimmy Jam and Terry Lewis - Rick Rubin                  | [ 23 ] |
| 2002 | T-Bone Burnett    | - Dr. Dre - Gerald Eaton and Brian West - Nigel Godrich - Jimmy Jam and Terry Lewis | [ 24 ] |
| 2001 | Dr. Dre           | - Bill Bottrell - Nigel Godrich - Jimmy Jam and Terry Lewis - Matt Serletic         | [ 25 ] |
| 2000 | Walter Afanasieff | - Rob Cavallo - Dann Huff - Rick Rubin - Matt Serletic                              | [ 26 ] |

### 1990-es évek
| Év   | Díjazott                                                               | További jelöltek | For.   |
| ---- | ---------------------------------------------------------------------- | --- | ------ |
| 1999 | Rob Cavallo                                                            | - Michael Beinhorn - Tchad Blake - Sheryl Crow - Lauryn Hill | [ 27 ] |
| 1998 | Babyface                                                               | - Walter Afanasieff - Paula Cole - Kirk Franklin - Keith Thomas                                                                                                 | [ 28 ] |
| 1997 | Babyface                                                               | - David Foster - Don Gehman - Brendan O’Brien - Don Was | [ 29 ] |
| 1996 | Babyface                                                               | - Glen Ballard - Rick Chertoff - Jimmy Jam and Terry Lewis - Rick Rubin                                                                                         | [ 30 ] |
| 1995 | Don Was                                                                | - David Foster - Trevor Horn - Jimmy Jam and Terry Lewis - Brendan O’Brien                                                                                      | [ 31 ] |
| 1994 | David Foster                                                           | - Walter Afanasieff - Tony Brown - Bruce Fairbairn - Jimmy Jam and Terry Lewis - Hugh Padgham                                                                   | [ 32 ] |
| 1993 | DÖNTETLEN: Brian Eno és Daniel Lanois DÖNTETLEN: L.A. Reid és Babyface | - Mitchell Froom - Teddy Riley - Bruce Swedien - Chris Thomas                                                                                                   | [ 33 ] |
| 1992 | David Foster                                                           | - Walter Afanasieff és Mariah Carey - Andre Fischer - Paul Simon - Keith Thomas                                                                                 | [ 34 ] |
| 1991 | Quincy Jones                                                           | - Glen Ballard - Phil Collins és Hugh Padgham - Mick Jones és Billy Joel - Arif Mardin                                                                          | [ 35 ] |
| 1990 | Peter Asher                                                            | - Emilio Estefan, Jorge Casas és Clay Ostwald - Jimmy Jam and Terry Lewis és Janet Jackson - L.A. Reid és Babyface - Prince - Tears for Fears és David Bascombe | [ 36 ] |

### 1980-as évek
| Év   | Díjazott                                                                     | További jelöltek | For.   |
| ---- | ---------------------------------------------------------------------------- | --- | ------ |
| 1989 | Neil Dorfsman                                                                | - Thomas Dolby - David Kershenbaum - L.A. Reid és Babyface - Narada Michael Walden                                             | [ 37 ] |
| 1988 | Narada Michael Walden                                                        | - Emilio Estefan és a The Jerks - Quincy Jones és Michael Jackson - Daniel Lanois és Brian Eno - John Mellencamp és Don Gehman | [ 38 ] |
| 1987 | Jimmy Jam and Terry Lewis                                                    | - David Foster - Michael Omartian - Paul Simon - Steve Winwood és Russ Titelman                                                | [ 39 ] |
| 1986 | Phil Collins és Hugh Padgham                                                 | - David Foster - Don Henley, Danny Kortchmar és Greg Ladanyi - Mark Knopfler és Neil Dorfsman - Narada Michael Walden          | [ 40 ] |
| 1985 | DÖNTETLEN: James Anthony Carmichael és Lionel Richie DÖNTETLEN: David Foster | - Prince & the Revolution - Robert John Mutt Lange, The Cars - Michael Omartian                                                | [ 41 ] |
| 1984 | Michael Jackson és Quincy Jones                                              | - James Anthony Carmichael és Lionel Richie - Jay Graydon - Quincy Jones - Phil Ramone                                         | [ 42 ] |
| 1983 | Toto                                                                         | - Gary Katz - John Cougar Mellencamp, Don Gehman - David Foster - Quincy Jones                                                 | [ 43 ] |
| 1982 | Quincy Jones                                                                 | - Val Garay - Arif Mardin - Lionel Richie - Robert John Mutt Lange, Mick Jones                                                 | [ 44 ] |
| 1981 | Phil Ramone                                                                  | - Quincy Jones - Michael Omartian - Queen és Mack - Stevie Wonder                                                              | [ 45 ] |
| 1980 | Larry Butler                                                                 | - Mike Chapman - Quincy Jones - Ted Templeman - Maurice White                                                                  | [ 46 ] |

### 1970-es évek
| Év   | Díjazott                                   | További jelöltek                                                                                        | For.   |
| ---- | ------------------------------------------ | --- | ------ |
| 1979 | Bee Gees, Albhy Galuten és Karl Richardson | - Peter Asher - Phil Ramone - Quincy Jones - Alan Parsons                                               | [ 47 ] |
| 1978 | Peter Asher                                | - Richard Perry - Bill Szymczyk - Bee Gees, Albhy Galuten, Karl Richardson - Kenneth Gamble & Leon Huff | [ 48 ] |
| 1977 | Stevie Wonder                              | - Richard Perry - Lenny Waronker - Joe Wissert                                                          | [ 49 ] |
| 1976 | Arif Mardin                                | - Dennis Lambert, Brian Potter - Bill Szymczyk - Peter Asher - Gus Dudgeon                              | [ 50 ] |
| 1975 | Thom Bell                                  | - Rick Hall - Lenny Waronker - Stevie Wonder - Billy Sherrill                                           | [ 51 ] |

## Rekordok

### Legtöbb elnyert díj
| Díjazott                                         | Díjak száma | Évek                |
| ------------------------------------------------ | ----------- | ------------------- |
| Babyface                                         | 4           | 1993 1996 1997 1998 |
| David Foster                                     | 3           | 1985 1992 1994      |
| Quincy Jones (2 szóló, 1 Michael Jacksonnal)     | 3           | 1982 1984 1991      |
| Pharrell Williams (2 szóló, 1 The Neptuns néven) | 3           | 2004 2014 2019      |
| Greg Kurstin                                     | 2           | 2017 2018           |
| Peter Asher                                      | 2           | 1978 1990           |
| Arif Mardin                                      | 2           | 1976 1993           |
| Rick Rubin                                       | 2           | 2007 2009           |

### Legtöbb jelölés
A legtöbb jelölést Jimmy Jam and Terry Lewis szerezte meg (11), míg Nigel Godrich kapta a legtöbb jelölést, anélkül, hogy elnyerte volna a díjat (5).

| Jelölt                    | Jelölések száma | Évek                                                   |
| ------------------------- | --------------- | ------------------------------------------------------ |
| Jimmy Jam and Terry Lewis | 11              | 1987 1990 1994 1995 1996 2001 2002 2003 2004 2005 2006 |
| Quincy Jones              | 8               | 1979 1980 1981 1982 1983 1984 1988 1991                |
| David Foster              | 8               | 1983 1985 1986 1987 1992 1994 1995 1997                |
| Babyface                  | 6               | 1989 1990 1993 1996 1997 1998                          |
| Rob Cavallo               | 5               | 1999 2000 2005 2011 2014                               |
| Nigel Godrich             | 5               | 2001 2002 2004 2006 2009                               |
| Danger Mouse              | 5               | 2006 2007 2009 2011 2021                               |
| Rick Rubin                | 5               | 1996 2000 2003 2007 2009                               |
| Greg Kurstin              | 4               | 2010 2015 2017 2018                                    |
| Walter Afanasieff         | 4               | 1992 1994 1998 2000                                    |
| T-Bone Burnett            | 4               | 2002 2005 2007 2010                                    |